# Petalesharo
A Petalesharo ("a férfiak főnöke") egy pauni név, és több nevezetes főnököt is hívtak így.
Akik ismertek:
I. Petalesharo
(1790–1826)
Kitkehahki Főnök.
II. Petalesharo
(Oklahoma, 1797–1832)
Skidi Főnök, himlőben halt meg.
III. Petalesharo
(1823–1874)
Chaui Főnök, harc közben esett el, sziúk ölték meg.
Az első volt a leghíresebb pauni főnök, Kés Főnök (La-clie-le-sa-ru) fiaként született, gyűlölte az emberáldozatot és 1817-ben, tizenkilenc évesen megmentett egy komancs lányt a Hajnalcsillag-áldozástól. Ennek híre ment Washingtonba és egy leánynevelő, Mrs. White neveldéjének a kisasszonyai kezdeményezésére 1821-ben James Monroe elnök meghívta az elnöki palotába és egy békemedált adományozott neki. Több portrét is készítettek  ekkor.
Azt mondták róla: "...Romantikus, izgalmas, bátor, ez sok női szívet érintett meg, nem csak Washingtonban, de a keleti városok közül mindegyikben..."
Egyben Ő volt az utolsó, aki minden pauni törzs főnöke volt.
A harmadik is bölcs és kedves ember volt, úgy tartották róla, hogy ha iskolázott fehér ember lett volna, helyét államvezérként vagy nemzeti ügyek intézőjeként találta volna meg. Azt gondolta, hogy békét kell kötni az amerikaiakkal, csak így mentheti meg törzsét. Időnként még küzdenie kellett az emberáldozat ellen is. Nagyon figyelmes, együttérző, de határozott és eltökélt ember volt. A fia Nap Főnök, szintén bölcs ember volt.